# Patric Pfeiffer
Patric Pfeiffer (Amburgo, 20 agosto 1999) è un calciatore tedesco, di origini ghanesi, difensore del Darmstadt.

## Carriera

### Club
È cresciuto nelle giovanili dell'Amburgo. Dopo un periodo trascorso con la seconda squadra in Regionalliga, nel 2019 è stato acquistato dal Darmstadt, formazione della seconda divisione tedesca. Debutta con il nuovo club alla quindicesima giornata, il 1º dicembre, subentrando a gara in corso nella sconfitta per 1-3 contro l"Arminia Bielefeld. Con il progredire della stagione, ha collezionato altre 6 presenze (due volte da titolare) in cui ha segnato anche la prima rete in 2. Bundesliga, nella vittoria per 3-2 contro l'Hannover 96.
La stagione seguente, con l'avvento in panchina di Markus Anfang, riesce a trovare maggiore spazio collezionando 18 presenze e saltando soltanto sei partite a causa di uno strappo al legamento sindesmotico.
Il 27 giugno 2025 ritorna al Darmstadt.

### Nazionale
Ha giocato nelle nazionali giovanili tedesche Under-18 ed Under-19.

## Statistiche

### Presenze e reti nei club
Statistiche aggiornate al 4 maggio 2024.
| Stagione         | Squadra          | Campionato       | Campionato | Campionato | Coppe nazionali | Coppe nazionali | Coppe nazionali | Coppe continentali | Coppe continentali | Coppe continentali | Altre coppe | Altre coppe | Altre coppe | Totale | Totale |
| Stagione         | Squadra          | Comp             | Pres       | Reti       | Comp            | Pres            | Reti            | Comp               | Pres               | Reti               | Comp        | Pres        | Reti        | Pres   | Reti   |
| ---------------- | ---------------- | ---------------- | ---------- | ---------- | --------------- | --------------- | --------------- | ------------------ | ------------------ | ------------------ | ----------- | ----------- | ----------- | ------ | ------ |
| mar. 2018        | Amburgo II       | RL               | 1          | 0          | -               | -               | -               | -                  | -                  | -                  | -           | -           | -           | 1      | 0      |
| 2018-2019        | Amburgo II       | RL               | 22         | 2          | -               | -               | -               | -                  | -                  | -                  | -           | -           | -           | 22     | 2      |
| 2019-2020        | Darmstadt        | 2BL              | 7          | 1          | CG              | 0               | 0               | -                  | -                  | -                  | -           | -           | -           | 7      | 1      |
| 2020-2021        | Darmstadt        | 2BL              | 18         | 0          | CG              | 2               | 0               | -                  | -                  | -                  | -           | -           | -           | 20     | 0      |
| 2021-2022        | Darmstadt        | 2BL              | 31         | 1          | CG              | 1               | 0               | -                  | -                  | -                  | -           | -           | -           | 32     | 1      |
| 2022-2023        | Darmstadt        | 2BL              | 24         | 4          | CG              | 2               | 0               | -                  | -                  | -                  | -           | -           | -           | 26     | 4      |
| Totale Darmstadt | Totale Darmstadt | Totale Darmstadt | 80         | 6          |                 | 5               | 0               |                    | -                  | -                  |             | -           | -           | 85     | 6      |
| 2023-2024        | Augusta          | BL               | 11         | 0          | CG              | 1               | 0               |                    | -                  | -                  | -           | -           | -           | 12     | 0      |
| Totale carriera  | Totale carriera  | Totale carriera  | 114        | 8          |                 | 6               | 0               |                    | -                  | -                  |             | -           | -           | 120    | 8      |